# Isla Failaka
La isla Failaka ( en árabe: جزيرة Failaka Jazirat فيلكا) es una isla que pertenece a Kuwait en el golfo Pérsico. La isla está a 20 km de la costa de la ciudad de Kuwait en el golfo Pérsico. El nombre "Failaka" se cree que deriva del griego antiguo φυλάκιο (ν) - fylakio (n) (puesto de avanzada).

## Economía turística
La isla Failaka se encuentra situada en la parte norte del golfo Pérsico y tiene ecosistemas diferentes al del territorio continental de Kuwait.
Aunque la infraestructura de la isla sigue siendo pobre se ha ido desarrollando una industria turística local y se practica la pesca, el canotaje, la natación, la vela y otros deportes acuáticos.
Los residentes locales son en su mayoría failakawans que vivían con sus familias en la isla antes de la invasión iraquí de 1990, la mayoría de ellos tienen sus propios botes y algunos están implicados en el turismo, pero muchos se resisten a dejar que el turismo actúe en contra de la vida tranquila de la isla. Algunas familias Failakawan que viven en Kuwait, acuden regularmente a la isla los fines de semana.
Existen varios proyectos para construir un puente desde Kuwait a la isla Failaka, lo que facilitaría el acceso del turismo.